# 河原正彦
河原 正彦（かわはら まさひこ、1935年9月25日 - 2017年5月9日）は、日本の美術史学者。京都国立博物館名誉館員。専門領域は文化史学、美術工芸史、東洋陶磁史など。

## 略歴
長野県長野市生まれ。同志社大学文学部文化学科文化史専攻卒業。同大学院文学研究科文化史学専攻博士課程単位取得満期退学。京都府立総合資料館資料部主事。京都国立博物館学芸課工芸室、研究職文部技官、工芸室長、学芸課学芸課長。京都橘女子大学文学部文化財学科教授。滋賀県立陶芸の森館長。
2017年5月9日、細菌性肺炎のため、京都府城陽市内の病院で死去、81歳。

## 著書
- 『染付伊万里大皿』京都書院 1974
- 『古染付』京都書院 1977
- 『やきもの鑑賞』淡交社 グリーンブックス 1982

### 共著編
- 『日本の文様 1 菊』西村兵部,吉田光邦共著 光琳社出版 1970
- 『陶磁大系 26 京焼』平凡社 1973
- 『日本の文様 6 器物』吉田光邦,元井能共著 光琳社出版 1973
- 『日本の文様 9 唐草』西村兵部,中野徹共著 光琳社出版 1974
- 『陶磁大系 9 丹波』平凡社 1975
- 『日本陶磁全集 27 仁清』編集　中央公論社 1976
- 『日本の文様 24 けもの』下店静市,宗政五十緒共著 光琳社出版 1976
- 『日本のやきもの 22 仁清』編著 講談社 1976
- 『日本陶磁全集 12 信楽』編集 中央公論社 1977
- 『日本の文様 27 桐・牡丹』渡辺素舟,宗政五十緒共著　光琳社出版 1977
- 『日本の文様 26 遊戯具』関忠夫,大西基子共著 光琳社出版, 1977
- 『日本のやきもの=現代の巨匠 15 清水六兵衛』編著 講談社 1977
- 『日本陶磁全集 29 頴川・木米』編集 中央公論社 1978
- 『日本やきもの集成 5 京都』満岡忠成共著　平凡社 1981
- 『井伊家の茶道具』編 井伊文子監修 平凡社 1985

## 論文
- Cinii